# كوس-موس
كوس موس أو KOS-MOS(باليابانية: コスモス) (اختصار ل Kosmos Obey Strategical Multiple Operation System) هي شخصية خيالية والبطل الرئيسي من سلسلة ألعاب الفيديو تقمص الأدوار زينوساغا من إنتاج مونوليث سوفت وبانداي نامكو إنترتينمنت. تظهر كوس-موس أيضا كشخصية رئيسية في أنمي زينوساغا وفي العديد من ألعاب الفيديو.

## المظهر

### في سلسلة زينوساغا
كوس-موس (KOS-MOS) هي روبوت مدرعة تم تطويرها من قبل تكتل النجوم، صناعات فيكتور. وهي مصنوعة بالكامل من الأجزاء الميكانيكية وآليات النانو. وهي مبرمجة على أساس مبادئ المنطق، واحتمال، وإكمال مهمتها المحددة. ومع ذلك، فإن الأخطار التي تهدد السلامة البدنية لمخترعها المشارك، شيون أوزوكي، تجعل KOS-MOS تتجاهل مؤقتا هذه المبادئ والمعايير. وهي مجهزة «بنظام تشغيل محاكاة الشخصية» للمساعدة في الاتصال، على الرغم من أنها تبدو عاجزة عن اظهار المشاعر.
تتمتع KOS-MOS بصلاحيات كبيرة يعتقد أنها أعلى من جميع الأعضاء الآخرين في الحزب أو الفريق. وبالإضافة إلى قوتها وسرعتها الخارقة، تتمكن آليات النانو التي تشكل جسدها من السماح لها بتحويل أجزاء من جسدها (تحديدًا ذراعيها) إلى مختلف قذائف الطاقة والأسلحة المذيبة. جسدها قادر أيضًا على الإصلاح الذاتي وهو متين للغاية ولا يقهر، كما أنها محمية بدرع قوي. كما أنها تمتلك القدرة على استدعاء أسلحة مثل سلاح  F-GSHOT وسلاحها الشهير F-SCYTHE والمعدات من موقع آخر عبر وسائط النقل. U.M.N. ولديها أيضا مجموعة حسية بعيدة المدى، ونظام.D.S.S.S، ووحدة المعالجة المركزية التي تتجاوز حتى تلك التي يمتلكها الواقعيون المرصدون. كما أنها تمتلك جهاز عرض من نوع  تأثير هيلبرت قوتها أكبر بآلاف المرات من تلك التي حققتها حتى أكبر السفن الفضائية.
تمتلك KOS-MOS العديد من مكونات الصندوق الأسود التي تركها كيفين وينكوت. ووجدت كل ميزة من ميزات الصندوق الأسود في كل من الهياكل الخاصة بها، الإصدار 1، الإصدار 2، الإصدار 3 والإصدار 4. واحدة من هذه الميزات هي سلاحها إكس-باستر القوي، وهو انفجار قوي من حزم الطاقة من جوف بطنها الذي يمتص الغنوسيس. والبعض الآخر له علاقة «بشخصيتها المحاكاة» في نظام التشغيل وإدراكها لذاتها ولديها أيضا شكل من أشكال التلاعب بالطاقة مرتبطة«زوهار». تمتلك KOS-MOS نظام سلاح آخر يسمى «نظام الأسلحة الثلاثية»، والذي يتم مشاهدته بشكل دوري في جميع أنحاء السلسلة، والتي تتكون من مجموعة من أجنحة الطاقة، وزوج من مدافع الطاقة تجهيزات أخرى من المفترض أن يتم تركيبها عليها. في حين أنها مبرمجة لحماية طاقم فيكتور بدون شرط؛ فإن أولويتها العليا تحديدًا هي لحماية شيون.
تميل الشخصية البديلة تقريبًا إلى الظهور من وقت لآخر في شكل KOS-MOS ذات العيون الزرقاء. وتعد KOS-MOS ذات العيون الزرقاء أقوى بكثير من KOS-MOS ذات العينين الحمراء وتتحدث بصوت إنساني أكثر تعاطفاً. وكما أن شخصية KOS-MOS البديلة في الواقع هي شخصيتها الحقيقية والتي تستيقظ جزئيا في الأوقات التي تكون فيها شيون في خطر شديد.

### المظاهر الأخرى
كوس-موس هي واحدة من العديد من الشخصيات القابلة للعب في لعبة تقمص الأدوار التكتيكية نامكو × كابكوم لعام 2005، جنبا إلى جنب مع «مومو» و«شيون» أيضا من زينوساغا. وفي عام 2008، ظهرت كواحدة من الشخصيات القابلة للعب في لعبة تقمص الأدوار «سوبر روبوت تايسن أو جي ساغا: اندليس فرونتير.» ظهرت كوس-موس في لعبة لعب الأدوار «تايلس أوف هارتس»، حيث أنها واحدة من العديد من شخصيات الهجوم الداعمة للاعب. في عام 2010، ظهرت كشخصية قابلة للعب في «سوبر روبوت تايسن أو جي ساغا: اندليس فرونتير». وفي عام 2012، ظهرت كشخصية قابلة للعب في لعبة تقمص الأدوار التكتيكية «بروجكت كروس زون»، إضافة إلى سلسلة 2015.
في عام 2005، تم إدراجها في نسخة بلاي ستيشن 2 من لعبة القتال لعام 2005  «سول كاليبور3» كشخصية خفية قابلة للعب، متوفرة فقط إذا أكمل اللاعب زيها ثم أنشأ شخصية مخصصة. أما في لعبة تقمص الأدوارلعام 2008 «تايلس اوف فيسبريا»، فزي كوس-موس متاح كمحتوى قابل للتحميل للشخصية جوديث في نسخة بلاي ستيشن 3.
الطبعة المحدودة من زينوساغا: تضمنت الحلقة الثانية شخصية من كوس-موس KOS-MOS أطلق عليها اسم «جاشين موك-كوس»(«ايفيل غود موك-كوس»). تم إصدار العديد من الشخصيات والتماثيل الأخرى لـ KOS-MOS بمقاييس مختلفة في اليابان، معظمها من إنتاج شركة بانداي. وفي عام 2013، أصدرت شركة فولكس دمية أزياء مرخصة بـ 60 سم من الإصدار 4 ل KOS-MOS ، والتي كانت متاحة فقط للشراء عن الطريق الطلب المسبق المحدود. في دخول سلسلة «زينو/ زينو بلايد شرونيكيلز2» عام 2017، تظهر كوس-موس كواحدة من «النصال النادرة/راير بلايدز»، وهو سلاح أنثرومورفي (مجسم) داخل اللعبة يمكن الوصول إليه عن طريق الكريستالات الأساسية، كما ولديها معدل ظهور منخفض جدا.

## قبول الشخصية
لقيت KOS-MOS استحسانا من وسائل الإعلام الخاصة بالألعاب. وكما في عام 2009، وضعها موقع "غيم دايلي" بالمرتبة 25 في تصنيفها لأفضل روبوتات ألعاب الفيديو، حيث ذكرت أن "KOS-MOS
تبدو جميلة، لكنها تحتاج إلى شخصية" واقترحت عليها "تحميل بعض المشاعر".
في عام 2008، أدرجتها آي جي ان كثالث أفضل شخصية إضافية في سلسلة «سول» لمظهرها الرائع في «سول كاليبور 3». وفي عام 2010، أدرجت في قائمة يو جي أو لأفضل 25 شخصية آر بي جي يابانية لكونها «تعتبر إلى حد كبير من أروع الشخصيات التي خرجت من قسم تصميم مونوليث». في نفس العام، اختارت تيم توري من «غيم إنفورمر» كوس-موس كواحدة من 20 شخصية نامكو والتي يرغبون في رؤيتها في لعبة القتال الكروس اوفر «نامكو × كابكوم». في عام 2012، أدرجت كومبلكس «نامكو × كابكوم» في قائمة ألعاب القتال الكروس اوفر والتي يرغبون في رؤيتها أكثر من غيرها، والتي تضم كوس-موس على جانب نامكو.
في عام 2011، أدرجتها ليزا فويلز من مجلة «ذي ايسكيبيت» ضمن أفضل خمسة روبوتات في الألعاب. كما وصنفتها مات ميلر من غيم إنفورمر على أنها ثالث أفضل شخصية ذكاء اصطناعي في العقد الأول من القرن الحادي والعشرين، قائلة أنها «تتفوق على كونها صاحبة قوة لا يمكن نسيانها».